# Вуд Хајтс (Мисури)
Вуд Хајтс (енгл. Wood Heights) град је у америчкој савезној држави Мисури.

## Демографија
По попису из 2010. године број становника је 717, што је 25 (-3,4%) становника мање него 2000. године.
| Група             | 2000.       | 2010.       |
| Белци             | 708 (95,4%) | 684 (95,4%) |
| Афроамериканци    | 5 (0,7%)    | 11 (1,5%)   |
| Азијати           | 0 (0,0%)    | 0 (0,0%)    |
| Хиспаноамериканци | 20 (2,7%)   | 15 (2,1%)   |
| Укупно            | 742         | 717         |